# Chiesa di Sant'Antonino Martire (Triuggio)
La chiesa di Sant'Antonino Martire è il principale luogo di culto cattolico di Triuggio. È dedicata al santo martire Antonino. 

## Storia

### Antefatti
La venerazione di sant'Antonino a Triuggio ha origini antiche. Si è a conoscenza di un altare a lui dedicato, risalente al XIII secolo e di chiese di piccole dimensioni, sempre a lui dedicate, antecedenti il XIII secolo; l'unica chiesa ancora esistente nel comune di Triuggio, risalente a tale periodo, è la chiesa di San Biagio.
Si ebbero altre due chiese dedicate al Santo, una del XVIII secolo ed una del XIX secolo. Quest'ultima sorgeva, dove è posta l'attuale casa parrocchiale. Della chiesa del XIX secolo furono presi, e ricollocati nell'attuale chiesa, due altari: uno dedicato alla Madonna ed uno al Crocifisso.

### Costruzione dell'attuale chiesa
Dopo essere stata fortemente voluta dal parroco don Giuseppe Ghezzi, la costruzione della chiesa parrocchiale di Triuggio ebbe inizio il 12 maggio 1901 con la posa della prima pietra e terminò l'anno seguente. Il 27 luglio 1902 il cardinale Andrea Carlo Ferrari consacra la chiesa ai santi Antonino, Placido e Tranquillo. Nel 1906 la costruzione del campanile, il quale riceverà però delle nuove campane ad esso dedicate, solo quattro anni più tardi, nel 1910.
Durante le fasi finali del primo conflitto mondiale, la casa parrocchiale, posta accanto alla chiesa, fu il centro logistico per la corrispondenza locale diretta verso il fronte. Nel 1922 venne posto in chiesa e consacrato un altare provvisorio in cemento, che verrà sostituito solamente il 13 novembre 1937 con l'attuale altare in marmo, che venne consacrato dal cardinale Schuster; nel 1938 venne collocata la Via Crucis realizzata dal pittore viennese Joseph von Führich.

## Architettura
La chiesa di Triuggio è in stile neoromanico a croce latina a tre navate. La facciata presenta tre portoni d'ingresso, ognuno sovrastato da una lunetta. Quella centrale, realizzato nel 1933, è costituita da un mosaico, in cui è rappresentato Cristo Re. Le due laterali, realizzate nel 1936, sono costituite anch'esse da mosaici di cui uno rappresenta san Sebastiano e l'altra sant'Antonino. La facciata venne definitivamente completata nel 1944 quando vennero collocate la vetrata della discesa dello Spirito Santo e un altro mosaico rappresentante il martirio di sant'Antonino. Tutti e quattro i mosaici furono realizzati da Giorgio Grapputo di Milano. La chiesa presenta diverse vetrate ideate dall'architetto Ottavio Cabiati. Lo stile interno della chiesa risulta essere molto sobrio giacché sono stati utilizzati solamente mattoni, pietre e cemento decorativo per la sua realizzazione.